# سوککولوو (شهرستان یرمکیفسکی، باشقیرستان)
سوککولوو (انگلیسی: Sukkulovo, Yermekeyevsky District, Republic of Bashkortostan) یک شهرک در شهرستان یرمکیفسکی استان باشقیرستان کشور روسیه است.